# Kommunität von Bose

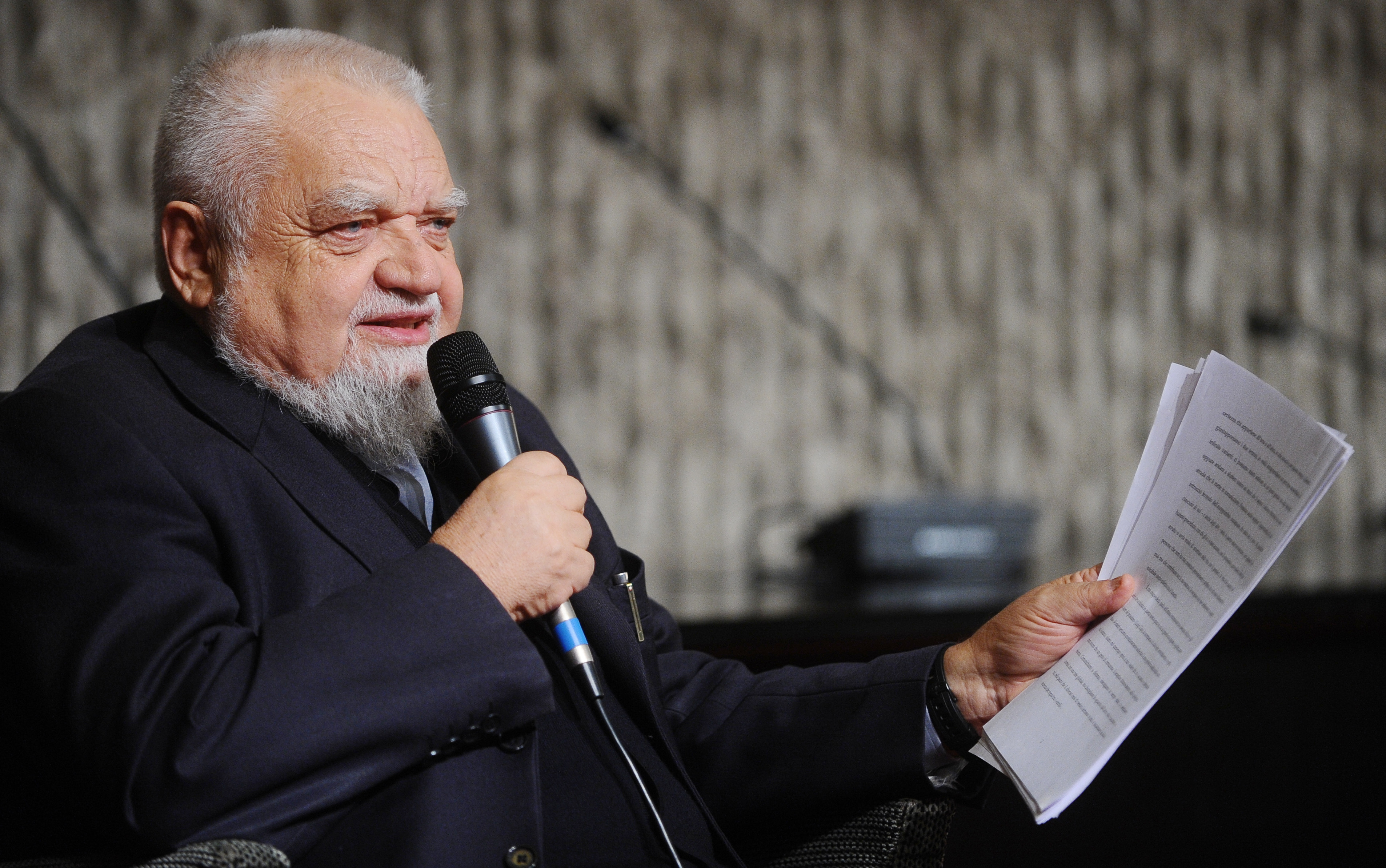
Enzo Bianchi, der Gründer der Gemeinschaft

Die Kommunität von Bose ist eine religiöse Gemeinschaft in Bose, einem Ortsteil der Gemeinde Magnano in der italienischen Provinz Biella, in der Männer und Frauen aus unterschiedlichen christlichen Kirchen ein monastisches Leben nach den evangelischen Räten führen: Zölibat, geschwisterliche Gütergemeinschaft und Gehorsam gegenüber dem Evangelium und den Bedürfnissen der Gemeinschaft. Gründer der Kommunität ist der Laie Enzo Bianchi, der sie bis 2017 als Prior leitete. Als seinen Nachfolger wählte die Gemeinschaft Luciano Manicardi zum Prior.
Seit ihrer Gründung 1965 fördert die Gemeinschaft von Bose einen intensiven ökumenischen Dialog zwischen den verschiedenen christlichen Kirchen und Glaubensrichtungen.

## Geschichte
Die Kommunität entstand am 8. Dezember 1965 nach dem Zweiten Vatikanischen Konzil, als Enzo Bianchi beschloss, allein in einem für Gäste offenen Haus in der Nähe der Bauernhäuser von Bose zu leben. Die ersten Mitbrüder kamen drei Jahre später, darunter auch eine Frau und ein protestantischer Pastor.
Am 17. November 1967 verfügte der Bischof von Biella Carlo Rossi das Interdikt wegen der Anwesenheit von Nichtkatholiken in der Gemeinschaft, aber durch die Fürsprache des Kardinals Michele Pellegrino wurde das Interdikt ein Jahr später aufgehoben. Derselbe Kardinal Pellegrino, Erzbischof von Turin, bewilligte die Klosterregel am 22. April 1973 bei Gelegenheit der Gelübde der ersten sechs Brüder. Der Bischof von Biella Gabriele Mana anerkannte am 29. Juni 2010 den Erwerb der juristischen Persönlichkeit nach kanonischem Recht und bewilligte einige Änderungen an der Satzung und der Klosterregel. Die von verschiedenen katholischen Portalen wiederholt aufgestellte Behauptung, die Kommunität habe keinen kirchenrechtlichen Status, ist daher falsch.
Die Gemeinschaft besteht aus etwa 85 Männern und Frauen, davon einige Protestanten verschiedener Denominationen und einige Orthodoxe.
Außer am ursprünglichen Hauptsitz gründete die Gemeinschaft auch Niederlassungen in Jerusalem, Ostuni, Assisi, San Gimignano und Civitella San Paolo.
Im Dezember 2019 und Januar 2020 kam es zu einer vatikanischen Visitation, bei der die Kommunität zu innergemeinschaftlichen Problemen befragt wurde. Infolge daraus entstehender Unstimmigkeiten wurden vier Mitglieder, darunter auch Enzo Bianchi, der Gründer der Gemeinschaft, durch vatikanische Anweisung aufgefordert, das Kloster und die Gemeinschaft zu verlassen. Dieser ist einer zuletzt im Anfang Februar 2021 wiederholten Aufforderung, das Kloster zu verlassen und sich nach San Gimignano zurückzuziehen nicht nachgekommen, was die Gemeinschaft wörtlich „mit großer Bitterkeit“ zur Kenntnis nehmen musste. Zur Kontrolle der weiteren Entwicklung wurde Amedeo Cencini vom Papst zum Delegaten der Gemeinschaft ernannt. Bianchi gab am 7. Juni 2021 bekannt, dass er die Gemeinschaft verlassen werde.

## Leben der Gemeinschaft
Die Brüder und Schwestern folgen in Bose dem zönobitische Leben nach den Lehren der hl. Pachomios, Basilius und Benedikt, das aus Gebet und Arbeit besteht. Die einzige Mission der Gemeinschaft ist es, nach den Lehren Jesu Christi zu leben.
Alle Mitglieder der Gemeinschaft arbeiten und verdienen sich so, was sie zum Leben brauchen. Die Hauptaktivitäten sind:
- die Pflege des Obst- und Gemüsegartens
- die Herstellung von Keramikgegenständen
- die Herstellung von Ikonen nach traditionellen Methoden
- die Tischlerei
- die Verlagstätigkeit und die Druckerei mit der Veröffentlichung der Bücher der Gemeinschaft in der Edition Qiqajon
- Bibelauslegung und Katechese als Dienst an der Gemeinschaft und an den örtlichen Gemeinden.

Einige Mönche haben eine Arbeit außerhalb der Gemeinschaft, die sie mit dem Rhythmus der Gebete und des Lebens in der Gemeinschaft in Einklang bringen.
Das Leben der Gemeinschaft ist streng geregelt. Morgens, mittags und abends werden die Stundengebete gehalten, bei denen die Psalmen von den Mönchen und Nonnen im Chor gesungen werden. Es werden manuelle Arbeiten verrichtet, man studiert die Heilige Schrift und die Texte der Väter des westlichen und östlichen Mönchstums. Es werden Pilger und Personen auf der Suche nach Gott aufgenommen. Tatsächlich bitten zahlreiche Personen um Aufnahme in die Gemeinschaft, besonders zu bestimmten Zeiten des Jahres, wie etwa im Sommer.
Zu den gemeinschaftlichen Gebeten, die dreimal am Tag erfolgen, kommt das persönliche Gebet, vor allem die nachmittägliche Lectio divina, die auch den Gästen von einem Mitglied der Gemeinschaft vermittelt wird.
Am Samstagabend nehmen die Gemeinschaft und die Gäste an der gemeinschaftlichen Nachtwache teil, bei der sie den biblischen Texten des folgenden Sonntags zuhören, und der Prior oder einer der Mönche hilft dabei, die Bedeutung dieser Texte zu erfassen.